# Huntland
Huntland é uma cidade  localizada no estado norte-americano de Tennessee, no Condado de Franklin.

## Demografia
Segundo o censo norte-americano de 2000, a sua população era de 916 habitantes.
Em 2006, foi estimada uma população de 886, um decréscimo de 30 (-3.3%).

## Geografia
De acordo com o United States Census Bureau tem uma área de
3,7 km², dos quais 3,7 km² cobertos por terra e 0,0 km² cobertos por água. Huntland localiza-se a aproximadamente 243 m acima do nível do mar.

## Localidades na vizinhança
O diagrama seguinte representa as localidades num raio de 28 km ao redor de Huntland.